# Ready... Break
Ready... Break è l'album di debutto dei Something Corporate, uscito nel settembre del 2000 ed è stato re-inciso solo per i membri del fan club ufficiale 4 anni dopo.

## Tracce
1. Straw Dog (Andrew McMahon) – 3:31
2. Mulligan Goes to War (McMahon) – 3:38
3. Drunk Girl (McMahon) – 4:12
4. Plucked (McMahon) – 4:40
5. When It Goes Down (McMahon) – 5:51
6. Babies Of The 80's (McMahon) – 3:29
7. Cavanaugh Park (McMahon) – 4:12
8. If I Die (Josh Partington) – 4:15
9. Ben Franklin's Kite (McMahon) – 4:18
10. Inside The Pocket (McMahon) – 2:59

Hidden track: Konstantine (Live) (McMahon) – 10:30

## Formazione
- Andrew McMahon - voce, piano
- Josh Partington - chitarra solista
- Clutch - basso
- Brian Ireland - batteria